# Uraecium guanacastensis
Uraecium guanacastensis är en svampart som beskrevs av Berndt 1996. Uraecium guanacastensis ingår i släktet Uraecium, ordningen Pucciniales, klassen Pucciniomycetes, divisionen basidiesvampar och riket svampar.   Inga underarter finns listade i Catalogue of Life.